# 拉舍维约特
拉舍维约特（法語：La Chevillotte，法語發音：[la ʃəvijɔt]）是法国杜省的一个市镇，属于贝桑松区。

## 地理
拉舍维约特（47°13'12"N, 6°9'59"E）面积7.68 平方千米，位于法国勃艮第-弗朗什-孔泰大區杜省，该省份为法国东部内陆省份，北起上索恩省，西接汝拉省，东部及东南部与瑞士接壤，东北部与贝尔福地区省接壤。
与拉舍维约特接壤的市镇（或旧市镇、城区）包括：热讷、奈塞莱格朗日、楠克赖、索恩、布克朗。

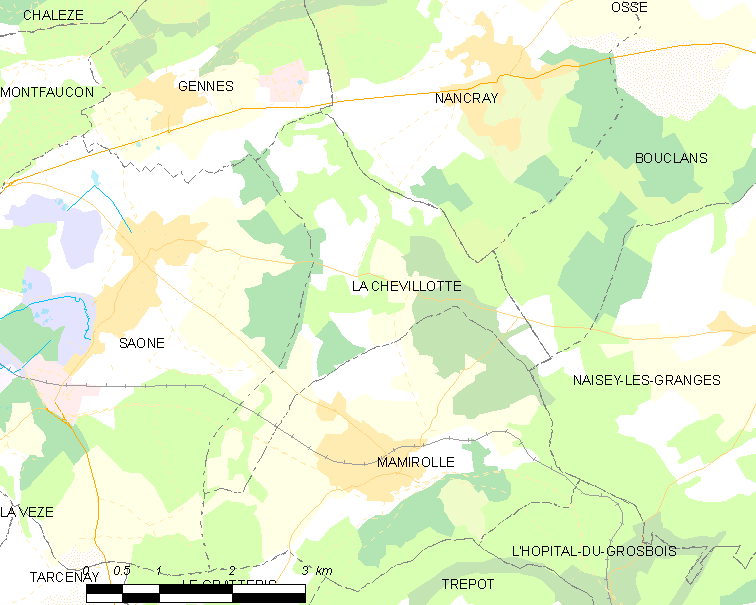
拉舍维约特的OSM定位图

拉舍维约特的时区为UTC+01:00、UTC+02:00（夏令时）。

## 行政
拉舍维约特的邮政编码为25620，INSEE市镇编码为25152。

## 政治
拉舍维约特所属的省级选区为贝桑松第五县。

## 人口

1962-2008年间拉舍维约特人口变化图示

拉舍维约特于2022年1月1日时的人口数量为143人。